# 富蘭克林 (康乃狄克州)
富蘭克林（英語：Franklin）是一個位於美國康乃狄克州新倫敦縣的城鎮。

## 地理
富蘭克林的座標為41°37′11″N 72°08′33″W / 41.61972°N 72.14250°W，而該地的平均海拔高度為96米（即315英尺）。

## 人口
根據2010年美國人口普查的數據，富蘭克林的面積為50.80平方千米，當中陸地面積為50.50平方千米，而水域面積為20.30平方千米。當地共有人口1922人，而人口密度為每平方千米37.83人。